# Пальмоли
Пальмоли (итал. Palmoli) — коммуна в Италии, расположена в регионе Абруццо, подчиняется административному центру Кьети.
Население составляет 1162 человека, плотность населения составляет 36 чел./км². Занимает площадь 32 км². Почтовый индекс — 66050. Телефонный код — 0873.
Покровителем коммуны почитается святой Валентин Интерамнский. Праздник ежегодно празднуется 14 февраля.